# Crioglobulinèmia
La crioglobulinèmia és una afecció mèdica en la qual la sang conté grans quantitats d'anticossos patològics sensibles al fred anomenats crioglobulines: proteïnes (principalment les mateixes immunoglobulines) que es tornen insolubles a temperatures reduïdes. Això s'ha de contrastar amb les aglutinines fredes, que provoquen l'aglutinació dels glòbuls vermells.
Les crioglobulines solen precipitar (agrupar-se) a temperatures inferiors a la temperatura corporal normal (37 graus centígrads) i es tornaran a dissoldre si s'escalfa la sang. El grup precipitat pot bloquejar els vasos sanguinis i fer que els dits dels peus i de les mans es tornin gangrenosos. Si bé aquesta malaltia es coneix comunament com a crioglobulinèmia a la literatura mèdica, s'anomena millor malaltia crioglobulinèmica per dos motius: 1) la crioglobulinèmia també s'utilitza per indicar la circulació de (normalment nivells baixos de) crioglobulines en absència de símptomes o malaltia i 2) els individus sans poden desenvolupar crioglobulinèmia asimptomàtica transitòria després de determinades infeccions.
En contrast amb aquests casos benignes de crioglobulines circulants, la malaltia crioglobulinèmica implica els signes i símptomes de la precipitació de crioglobulines i s'associa habitualment amb diverses malalties premalignes, infeccioses o autoimmunitàries que són la causa subjacent de la producció de crioglobulines.